# Donovan (Illinois)
Donovan és una població dels Estats Units a l'estat d'Illinois. Segons el cens del 2000 tenia 351 habitants.

## Demografia
Segons el cens del 2000, Donovan tenia 351 habitants, 132 habitatges, i 97 famílies. La densitat de població era de 437,2 habitants/km².
Dels 132 habitatges en un 37,9% hi vivien nens de menys de 18 anys, en un 56,1% hi vivien parelles casades, en un 12,9% dones solteres, i en un 26,5% no eren unitats familiars. En el 24,2% dels habitatges hi vivien persones soles el 15,2% de les quals corresponia a persones de 65 anys o més que vivien soles. El nombre mitjà de persones vivint en cada habitatge era de 2,66 i el nombre mitjà de persones que vivien en cada família era de 3,1.
Per edats la població es repartia de la següent manera: un 30,8% tenia menys de 18 anys, un 6,6% entre 18 i 24, un 30,2% entre 25 i 44, un 17,1% de 45 a 60 i un 15,4% 65 anys o més.
L'edat mediana era de 36 anys. Per cada 100 dones de 18 o més anys hi havia 82,7 homes.
La renda mediana per habitatge era de 42.083 $ i la renda mediana per família de 46.429 $. Els homes tenien una renda mediana de 37.083 $ mentre que les dones 22.500 $. La renda per capita de la població era de 22.215 $. Aproximadament l'1% de les famílies i el 4,1% de la població estaven per davall del llindar de pobresa.

## Poblacions més properes
El següent diagrama mostra les poblacions més properes.